# Vani Bhojan
Vani Bhojan, également connue sous le nom de Deivamagal Sathya, (Ooty, 28 octobre 1988) est une actrice et mannequin indienne.

## Biographie
Vani Bhojan a obtenu un baccalauréat ès arts en littérature anglaise au Government Arts College (en).
Elle a fait ses débuts avec Krishna (en) dans la série télévisée Deivamagal (en) diffusée sur Sun Tv. 

## Filmographie
| Année | Titre               | Caractère        | Réalisateur                                  | Langue | commentaires            |
| ----- | ------------------- | ---------------- | -------------------------------------------- | ------ | ----------------------- |
| 2010  | "Ce sont des Irau." | Avantika (Daisy) | Hari Shankar Haresh Narayan Krishnan Shekhar | Tamil  | Présence des invités    |
| 2012  | Adikram 79          | Dr Prière        | Vinod Bira                                   | Tamil  | Spectacle de camouflage |
| 2019  | Dis-moi juste       | Shafi Rakesh     | Sultan de Shamar                             | Telugu | Le début du télougou    |
| 2020  | Oh mon Dieu         | Mira             | Le cheval s'est retourné                     | Tamil  | Le début du tamoul      |
| 2020  | Fermer à clé        | TBA              | SG Charles                                   | Tamil  | Terminé                 |
| 2020  | Mr.W                | TBA              | Niranjan Prabhakaran                         | Tamil  | Tournage                |